# Minas Tênis Clube
Minas Tênis Clube är en idrottsförening från Belo Horizonte, Brasilien. Föreningen är aktiv och framstående inom ett stort antal sporter. Föreningen grundades 1935 och 2013 hade den 73 000 medlemmar.

## Volleyboll
Volleyboll har varit en av föreningens aktiviteter ändå sedan starten. Klubbens damlag spelar i Superliga Brasileira de Voleibol, den högsta serien i det brasilianska seriesystemet. Klubben tillhör de mest framgångsrika i Brasilien. De har vunnit superligan i dess nuvarande form tre gånger, sydamerikanska cupen fem gånger och kommit tvåa i världsmästerskapet i volleyboll för klubblag två gånger. 